# Macrosiphum polanense
Macrosiphum polanense är en insektsart. Macrosiphum polanense ingår i släktet Macrosiphum och familjen långrörsbladlöss. Inga underarter finns listade i Catalogue of Life.